# Journal of Petrology
Journal of Petrology es una revista científica que publica investigaciones sobre petrología ígnea y metamórfica. Dentro de este marco la revista trata según sus propias palabras temas como geocronología, geoquímica, petrogénesis (origen de las rocas) y paragénesis de minerales. 